# Psicotécnicas
Las psicotécnicas son, según Marilyn Ferguson, las técnicas que permiten acceder a estados más elevados de consciencia como parte de un camino de autoconocimiento o autoexploración o bien como actividad recreativa o lúdica. Entre muchas otras, son las siguientes:
- Hipnosis
- Visualizaciones
- Viajes astrales
- Meditación trascendental
- Determinados deportes (incluidos los de riesgo).
- Determinados rezos, oraciones o ritos.
- Redes descentralizadas, o movimientos de autoayuda, como alcohólicos anónimos
- Digitopuntura
- Acupuntura
- Terapia de la conducta
- Terapias como el reiki

No debemos confundirlos con los test psicotécnicos utilizados en oposiciones.